# Поконо Ранч Ландс (Пенсилванија)
Поконо Ранч Ландс (енгл. Pocono Ranch Lands) насељено је место без административног статуса у америчкој савезној држави Пенсилванија.

## Демографија
По попису из 2010. године број становника је 1.062.
| Група             | 2000.    | 2010.       |
| Белци             | 0 (0,0%) | 704 (66,3%) |
| Афроамериканци    | 0 (0,0%) | 118 (11,1%) |
| Азијати           | 0 (0,0%) | 9 (0,8%)    |
| Хиспаноамериканци | 0 (0,0%) | 202 (19,0%) |
| Укупно            | 0        | 1.062       |